# Bank Rzemiosła i Handlu
Bank Rzemiosła i Handlu – polski bank powołany na podstawie dekretu z 25 października 1948 o reformie bankowej z zadaniem finansowania w zakresie kredytów obrotowych rzemiosła, drobnego przemysłu i handlu oraz kontroli gospodarki finansowej osób korzystających z tych kredytów, finansowanie inwestycji zleconych przez Bank Inwestycyjny oraz sprawowanie nadzoru nad miejskimi spółdzielniami kredytowymi.

## Historia
Bank rozpoczął działalność 1 stycznia 1950 na podstawie rozporządzenie Ministra Skarbu z 1949. Na podstawie rozporządzń Ministra Finansów przejął on następujące banki, kasy i spółdzielnie: Bank Spółdzielczy w Białej Podlaskiej, Bank Spółdzielczy w Bydgoszczy, Bank Ludowy w Chorzowie, Bank Ludowy w Chorzowie – Batory, Spółdzielczy Bank Ludowy w Częstochowie, Bank Udziałowy Spółdzielczy w Dąbrowie Górniczej, Bank Ludowy w Gdańsku, Spółdzielczy Bank Kredytowy w Gdańsku – Oliwie, Bank Ludowy w Gdyni, Bank Rybaków Morskich w Gdyni, Bank Kredytowy Spółdzielczy w Gnieźnie, Bank Spółdzielczy w Kaliszu, Bank Spółdzielczy Rzemieślników i Kupców Chrześcijańskich w Kaliszu, Bank Spółdzielczy w Katowicach, Bank Spółdzielczy w Krakowie na Podgórzu, Kasa Przemysłowców i Rolników Lubelskich w Lublinie, Polski Bank Ludowy w Mysłowicach, Kasa Kredytowo-Pożyczkowa w Poznaniu, Spółdzielczy Bank Mieszczański w Przemyślu, Bank Spółdzielczy w Radomiu, Bank Spółdzielczy w Rudzie Śląskiej, Bank Ludowy w Skarżysku Kamiennej, Bank Ludowy w Sopocie, Spółdzielczy Bank Rzemieślniczy w Sosnowcu, Bank Spółdzielczy w Szczecinie, Bank Spółdzielczy Rzemieślników Rzeczypospolitej Polskiej w Warszawie, Spółdzielczy Bank Kupiectwa i Drobnego Przemysłu w Warszawie, Spółdzielczy Bank Farmaceutów w Warszawie, Spółdzielczy Bank Techniczny w Warszawie,Centralna Kasa Spółdzielcza w Zamościu, Bank Związku Spółek Zarobkowych, Bank Spółdzielczy dla Produktywizacji Żydów.
Został zlikwidowany w 1951, a jego majątek został przejęty przez Bank Komunalny. Formalne uchylenie statusu organizacyjnego znajdujemy w uchwale Rady Ministrów z 1972  w sprawie utraty mocy obowiązującej niektórych uchwał Rady Ministrów, Prezydium Rządu, Komitetu Ekonomicznego Rady Ministrów i Komitetu Ministrów do Spraw Kultury, ogłoszonych w Monitorze Polskim.